# 北京地铁DK1型电动客车
北京地铁DK1型电动客车是长春客车厂为北京地铁生产的样车:53，1967年10月由长春客车厂制成:53，仅在北京环铁和部分先期建成的隧道内进行调试:237:153，未载客运营。

## 简介
DK1型又称BJ-1型:53，由长春轨道客车生产，共2辆:57，其采用全动轴结构，每辆车能单独运行。牵引系统采用凸轮调阻的方式，辅助电源由电动发动机组提供，制动系统采用空气制动机。每节车厢共4对车门，为内藏门，列车两端拥有紧急出口。

## 历史

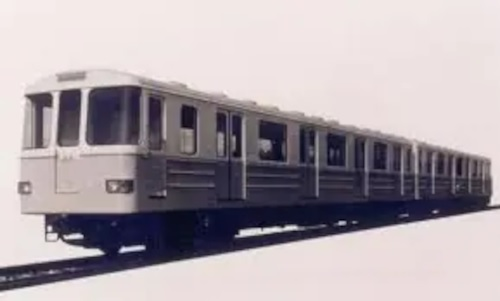
1967年DK1型电动客车

1953年9月28日，北京市委提出要尽早筹划地下铁道的建设。由于缺乏相关经验与技术，市委随后提出可考虑聘请苏联专家参与勘探研究。1956年10月，苏联地铁专家组来到北京，为北京地铁制定建设计划:17，其中地铁车辆由中国自行生产，产品图纸则由苏联方面提供:10。1961年，北京地铁筹建工作因三年困難時期而停止。几年后，地铁筹建工作才得以重新开始。由于中苏交恶，北京地铁工程无法再依靠苏联的技术援助，地铁车辆的设计转为中国独立进行。早在1959年，唐山铁道学院就已经开始了相关方案的研究。1962年，唐山铁道学院、株洲电力机车研究所、长春客车厂和湘潭电机厂成立了联合设计组，在株洲电力机车研究所进行联合设计。由于当时缺少资料，设计人员只能靠一本留学生从苏联买回来的德型地铁车辆的说明书来推算相关的技术参数，并依此进行技术设计。1962年底，联合设计任务完成。
1965年初，北京地铁工程建设正式开始，铁道部将试制地铁车辆的任务交给了湘潭电机厂、长春客车厂等相关单位联合完成。湘潭电机厂负责DK1的电器设计任务，他们根据《Д型地铁车辆》说明书设计出了跟德型电动客车规格基本一致的车辆，它采用了全动轴结构，每辆车配有四台76kW的直流牵引电机，通过变阻和改变电路串并联调速，在控制凸轮进级的加速继电器上，湘潭电机厂采用了磁放大器，取消了节点，相比苏联的技术有所创新。1965年底，地铁车辆的成套电控设备样品试制完成，随后设备被安装在长春客车厂提供的试验用的底盘和转向架上，在安装了简易的车体和受电弓后便在湘潭电机厂的试车线上进行试验。1966年4月15日，DK1的电气控制设备宣告制成。随后，设备又进行了半年的运行试验以最终完成设计，并在1967年发往长春客车厂。
长春客车厂同样是由于缺乏资料，其设计人员也是根据德型地铁车辆说明书中描述的车辆外形、布置、参数等信息设计出了DK1:112；此外，工厂还征得了全国几十个城市上百人的意见和建议，使车辆设计更符合中国国情:53。在经过4个月的设计工作后，长春客车厂在1965年12月底完成设计并开始试制，北京001、北京002两辆DK1型地铁样车于同年2、3月份组装完成。
1967年10月，两辆DK1正式出厂，并在1968年3、4月交付北京。由于当时的北京地铁一期工程的线路还在建设中，为了能及时开展一期工程车辆定型试验，北京地铁和铁道部取得联系，以借用北京东郊的环铁试验线开展试验。1968年6月，北京地铁的司机前往环铁开展牵引及动力学试验。由于环铁当时的供电方式只有AC25千伏接触网供电，而DK1采用的是DC750伏集电靴受流，于是环铁的技术人员对DK1进行了现场改造，改变供电电源，并为它安装了临时的受电弓，使DK1能够以80km/h的速度正常运行。随后，DK1在环铁进行了启动加速度、制动减速度、空气制动、制动距离、连挂冲击、车内广播、通讯、自动停车、重载、稳频稳压等大量实验。同年，随着1号线的隧道部分开通，DK1在隧道内进行了一些简单的试验，但由于受到文化大革命的影响，试验未能充分进行，试验完成后，DK1完成定型。

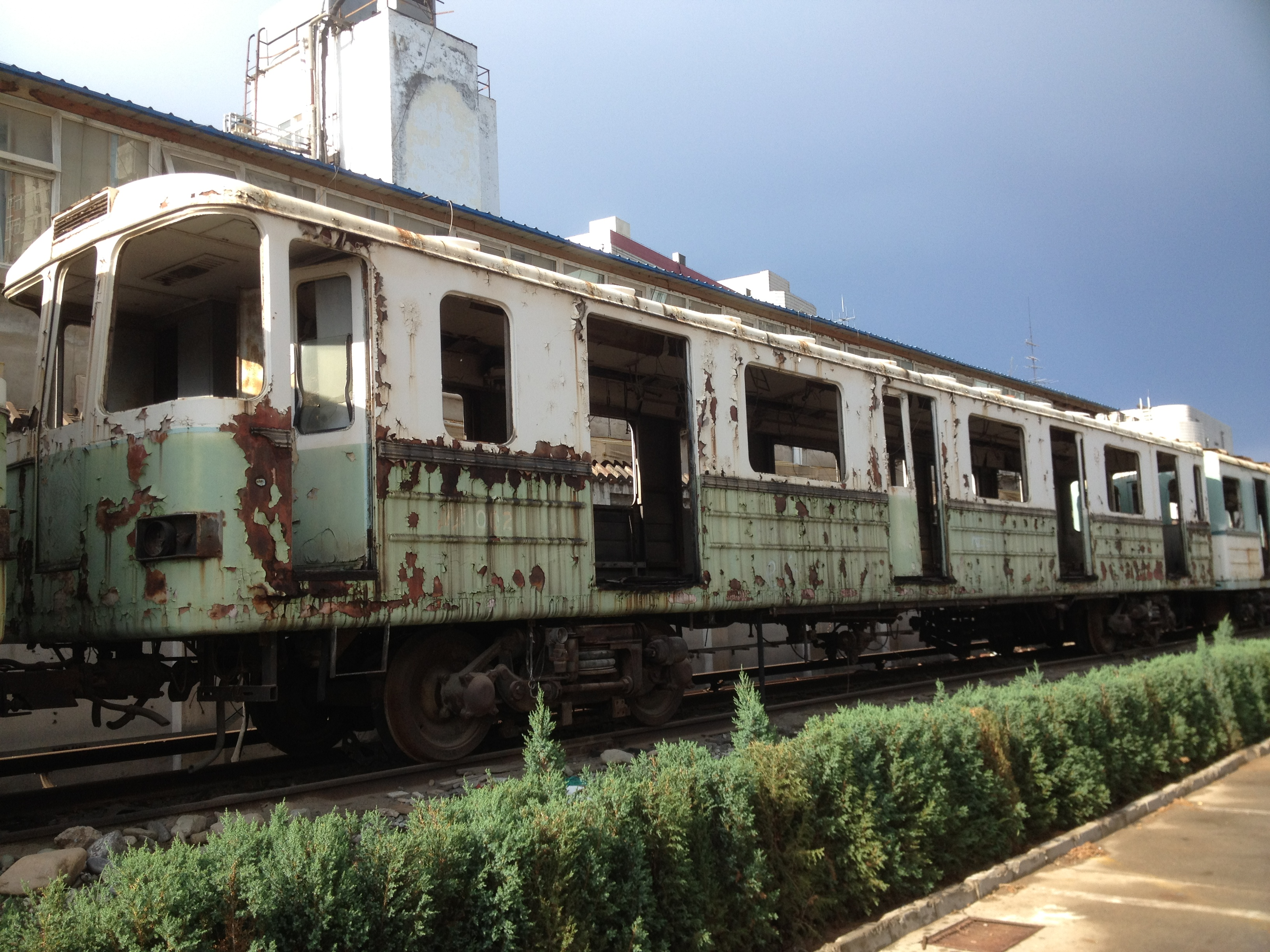
修复前停放在古城车辆段试车线上的DK1

长春客车厂和湘潭电机厂在DK1型的基础上经过修改设计，对外形、转向架和电机的部分电器做了些改进，设计出了DK2型。DK1型并未投入运营，两辆车一直存放于1号线古城车辆段内。2015年，北京地铁开始对DK1进行修复，除了恢复车辆外观外，还通过订购座椅、灯具等部件重新布置了客室，司机室的操纵台也通过古城车辆段专包库内的专包车配件得到了修复。由于部分电器设备缺失，车下的空缺使用了DK3型电动客车淘汰的零件进行了修补，原有线缆全部拆除，故修复后的DK1自身没有动力，但为了能进行调车作业，走行部、车钩等系统的功能得到恢复。此外，风动门的功能也已恢复，风压由汽油发电机驱动的空压机提供。
2018年6月13日，DK1来到了北京国际城市轨道交通展览会，首次向公众公开展示。在北京地铁公司成立50年之际，北京地铁运营二公司在古城车辆段建立了北京地铁摇篮陈列馆，其中室外馆为古城车辆段的试车线，用于展示DK1等修复后的地铁老车。

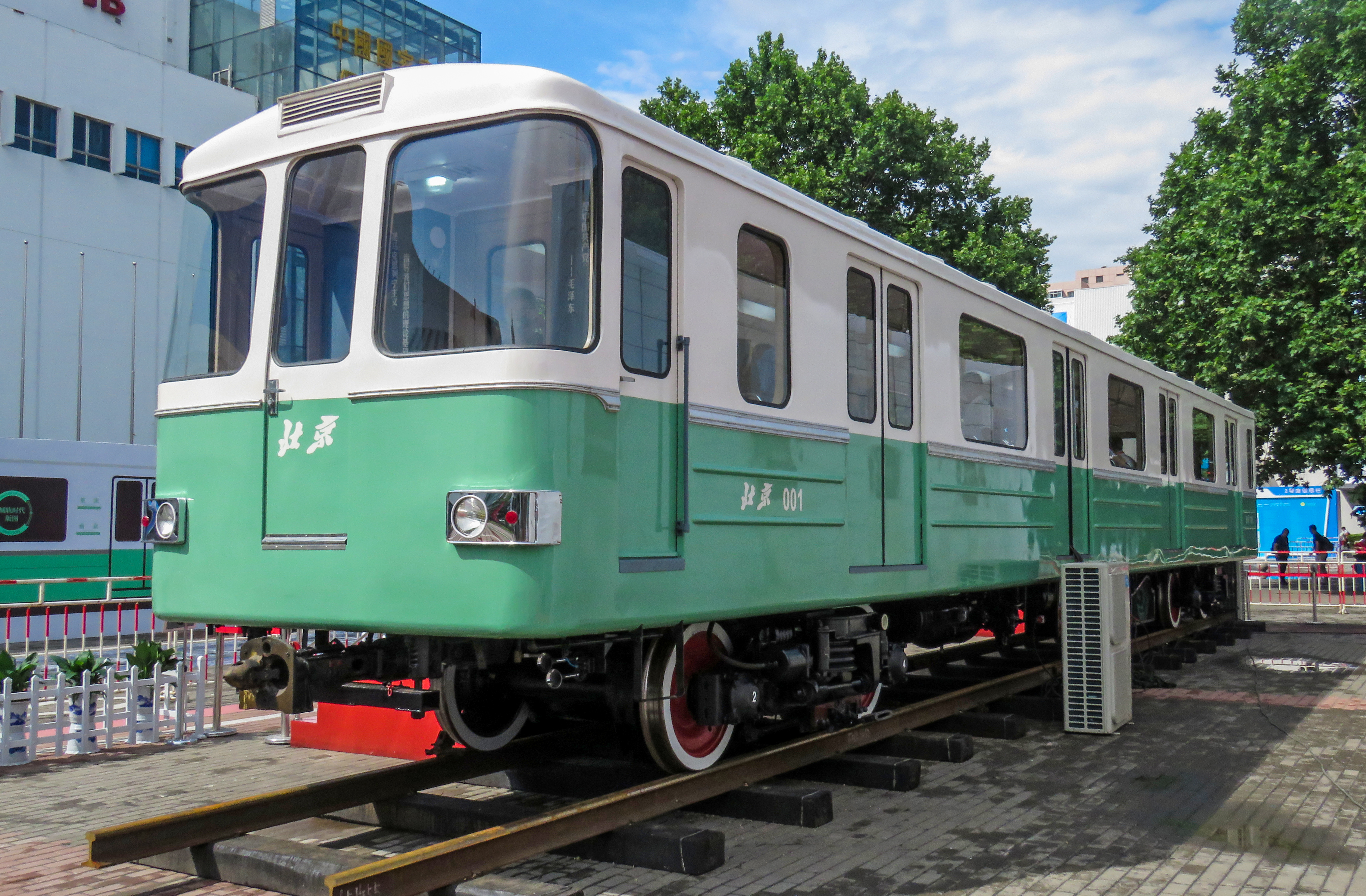
修复后的DK1
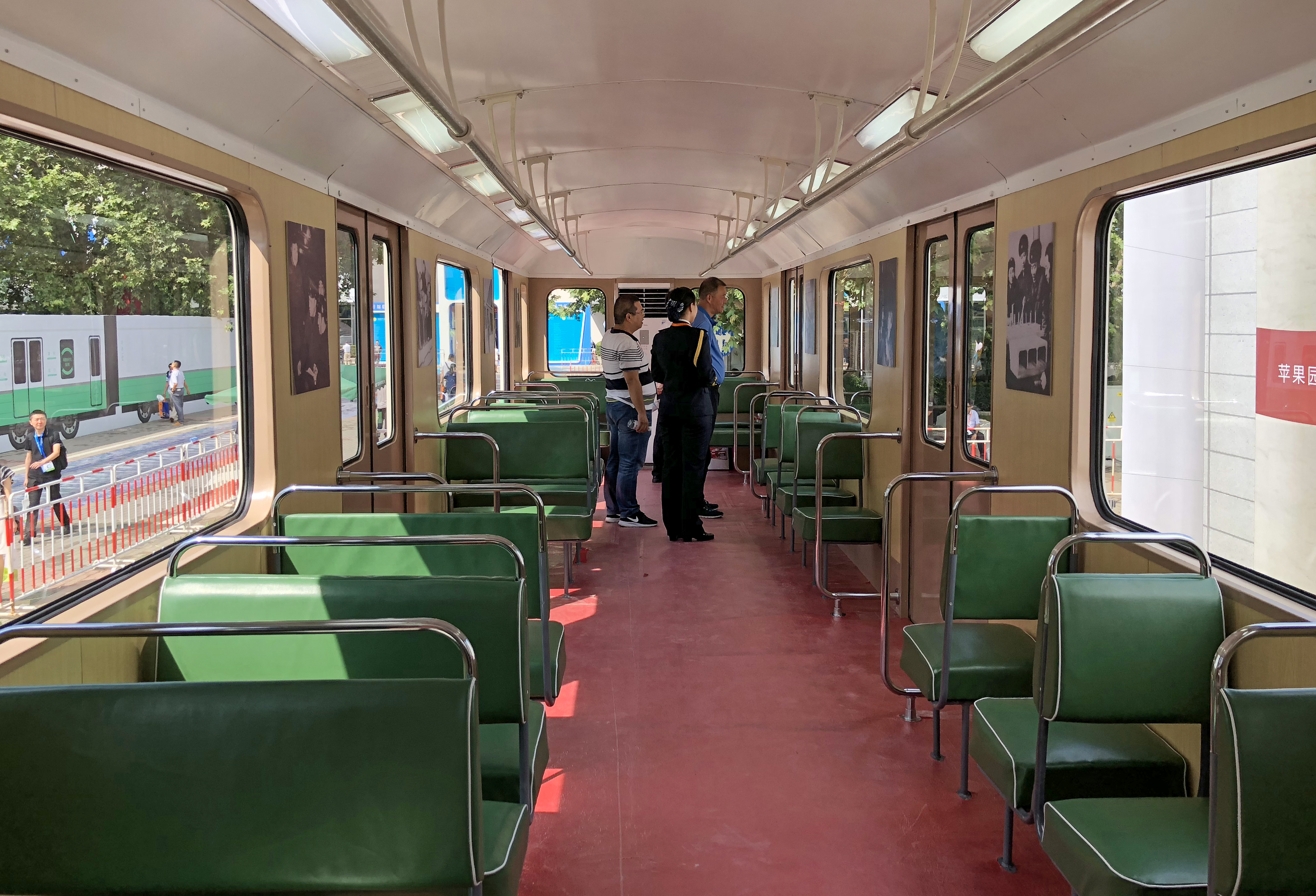
DK1的客室
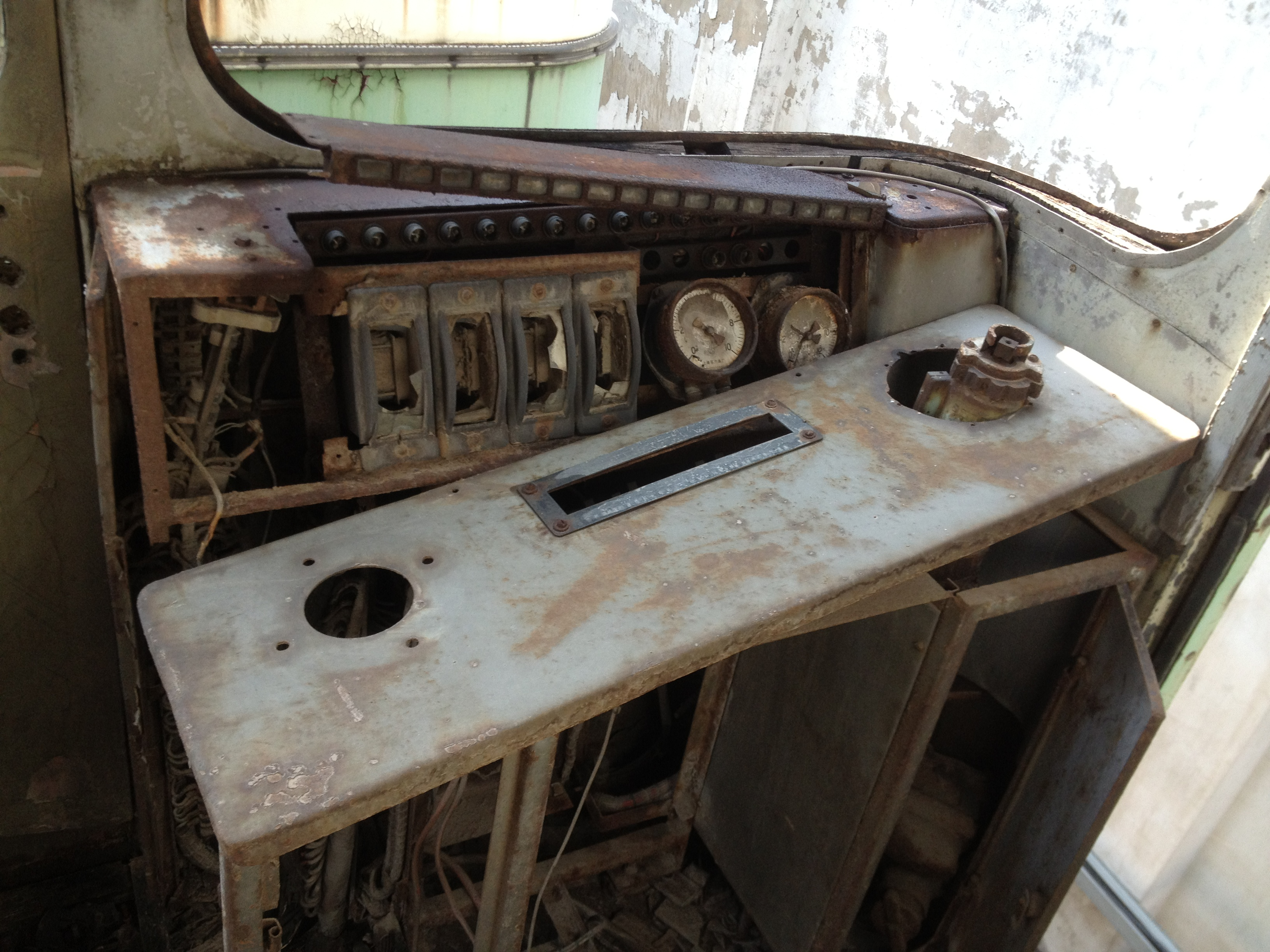
修复前DK1（北京002）的操纵台
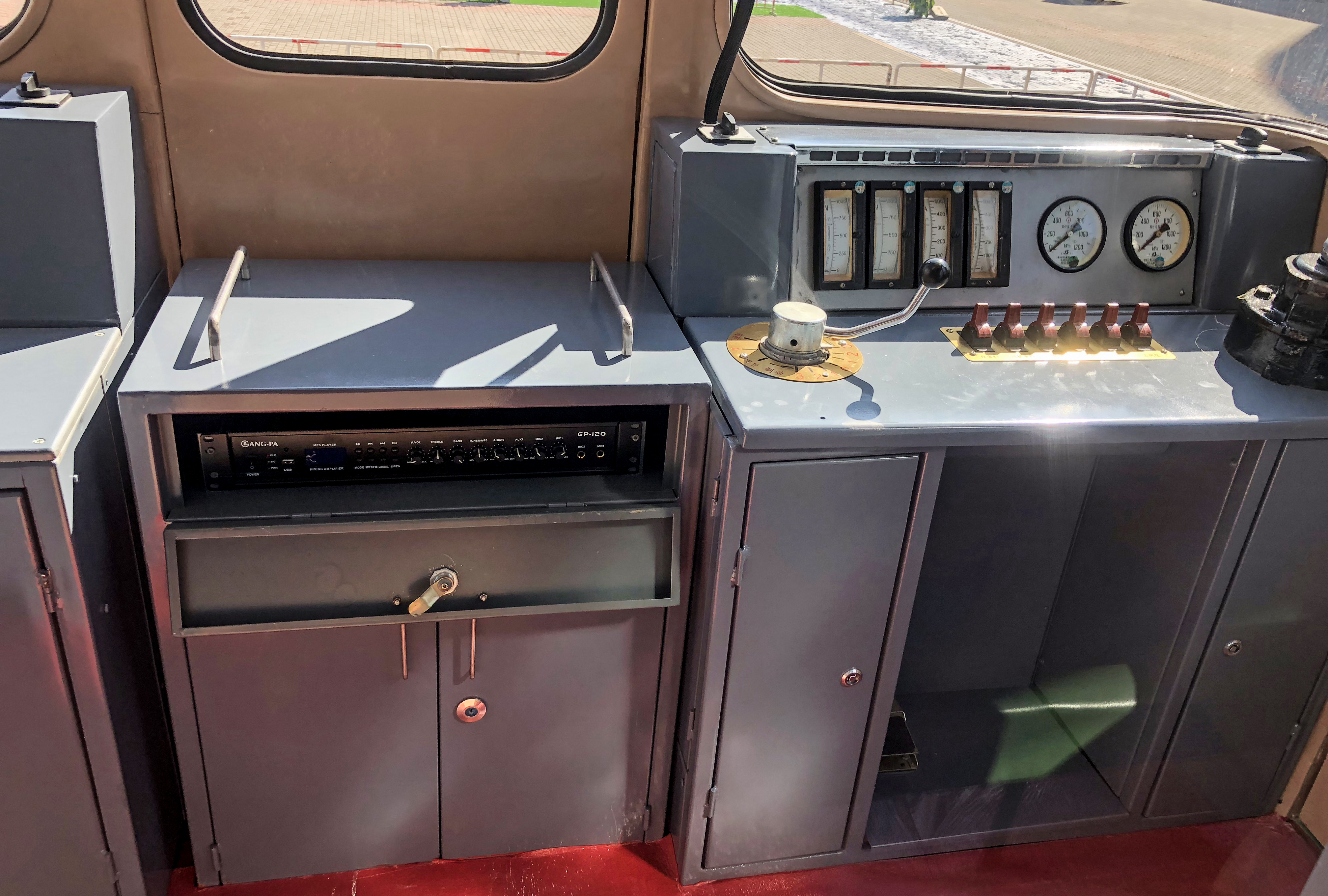
修复后DK1的操纵台

## 编组
|          | DK1         |             |
| 車廂編號 | 1           | 2           |
| 集電靴   | 有          | 有          |
| 形式區分 | 北京001(Mc) | 北京002(Mc) |
| 动力单元 | 单元1       | 单元1       |
| 其他設備 |             |             |
| 安裝機器 |             |             |
| 車輛重量 | 30.0t       | 30.0t       |
| 載客量   | 184人       | 184人       |